# Джордж Діксон
Джо́рдж Ді́ксон (англ. George Dixon; 29 липня 1870—6 січня 1908) — канадський боксер; перший чорношкірий чемпіон світу в професійному боксі.
Джордж Діксон народився у Галіфаксі, провінція Нова Шотландія, Канада. Був відомим як «Маленька Шоколадка», він мав зріст 5 футів 3 дюймів (1,61 метра) і важив всього 87 фунтів (39 кг), коли він почав свою професійну кар'єру з боксу.
Джордж Діксон офіційно вважається чемпіоном після нокауту Нунка Воллеса з Англії у 18-му раунді 27 червня 1890. У наступному році, 31 травня 1891, Джордж переміг Кела Маккарті у 22 раундах, та виграв титул чемпіона в напівлегкій категорії.
Він втратив свій титул чемпіона у 15 раундах Абе Ателлу 28 жовтня 1901 р.
Впродовж кар'єри, Джордж виграв 78 боїв, 30 — нокаутом, і програв 26, 4 — нокаутом.